# نشان خصوصی

نشان خصوصی پادشاه راما نهم تایلند

نشان خصوصی یا نشان خصوصی (به انگلیسی: Privy seal) به نشان شخصی یک پادشاه اشاره دارد که برای احراز هویت اسناد رسمی با ماهیت بسیار شخصی استفاده می‌شود. این نشان، با نشان بزرگ که برای اسناد دارای اهمیت بیشتر استفاده می‌شود، متفاوت است.

## نشان خصوصی انگلستان
نشان خصوصی انگلستان را می‌توان به دوران سلطنت شاه جان ردیابی کرد. گفته شده‌است که در اصل این نشان بود که شخص حاکم را همراهی می‌کرد، در حالی که نشان بزرگ باید در منصب صداعظم باقی می‌ماند. در نهایت، این یک الزام شد که تقریباً هیچ سند غیر قضایی نمی‌تواند تحت نشان بزرگ بدون حکم از طرف نشان خصوصی عبور کند. بارون‌ها تا سال ۱۳۱۲ کنترل نشان خصوصی را از شاه گرفتند و نشان خود را به عنوان نشان شخصی پادشاه جایگزین کردند. نشان خصوصی، با حکم‌هایی که بر اساس سفارش‌هایی که با امضا انجام می‌شد و به وزارت دارایی و دارایی ارسال می‌شد، به قلب دومین منصب تحریر و اتاق تسویه تبدیل شد. تا سال ۱۴۰۰ امضاء در اختیار وزیر خارجه بود و به این ترتیب این نشانها پیشروی نشانهای منصبی امروزی است که توسط وزرای خارجه امروزی نگهداری می‌شود.
قانون نشان و موم بزرگ ۱۸۸۴ به‌طور مؤثری به استفاده از نشان خصوصی پایان داد و مقرر کرد که دیگر لازم نیست هیچ ابزاری تحت نشان خصوصی تصویب شود.

### حافظان نشان خصوصی
نشان مخفی انگلستان در ابتدا توسط کارمندان اتاق پادشاه نظارت می‌شد، اما چند مدت بعد، تا سال ۱۳۲۳، توسط افراد کنترل کمد لباس فرمانروا نگهداری می‌شد. با این حال، با انتصاب آدام دی لیمبرگ (نخستین نگهبان، که کنترل‌کننده نیز نبود، در سال ۱۳۰۷ منصوب شد) منصب جدیدی تحت عنوان حافظ نشان خصوصی پدیدار شد. عنوان امروزی این منصب، نشان خصوصی لرد، اولین بار در سال ۱۵۳۹ ثبت شده‌است.

### باخت آن در نبرد
قبل از پذیرفتن آن به عنوان نشان خصوصی بریتانیای کبیر پس از قانون اتحادیه ۱۷۰۷، برجسته‌ترین شکل ظاهری آن در تاریخ اسکاتلند، تصرف ادعایی آن توسط اسکاتلندی‌ها پس از نبرد اولد بایلند در سال ۱۳۲۲ بود، زمانی که اسکاتلندی‌ها به رهبری رابرت بروس تقریباً ادوارد دوم را دستگیر کرد، که مجبور به فرار شد و بسیاری از دارایی‌های شخصی از جمله نشان خصوصی را پشت سر گذاشت.

## نشان خصوصی اسکاتلند
یک نشان خصوصی جداگانه نیز از اسکاتلند وجود دارد که حداقل از زمان سلطنت الکساندر سوم وجود داشته‌است.
ماده ۲۴ معاهده اتحادیه مقرر داشت که
مهر محرمانه… اکنون در اسکاتلند مورد استفاده قرار می‌گیرد، ادامه می‌یابد، اما این‌که مهرهای یاد شده تغییر یافته و مطابق با وضعیت اتحادیه مطابق با اعلیحضرت اقتباس شوند و مهرهای مذکور و همه آنها و حافظان آنها مشمول مقرراتی که پارلمان بریتانیا از این پس وضع خواهد کرد… خواهند بود.
نشان خصوصی آخرین بار در سال ۱۸۹۸ برای اجرای کمیسیون انتصاب جیمز کوپر به کشیش دانشگاه گلاسکو مورد استفاده قرار گرفت، اما هرگز لغو نشده‌است. منصب حافظ نشان خصوصی از زمان مرگ مارکیز برادالبن در سال ۱۹۲۲ پر نشده‌است.